# ガス・シュロッサー
オーガスト・C・シュロッサー（August C. Schlosser, 1988年10月20日 - ）は、アメリカ合衆国サラソタ郡サラソタ出身の元プロ野球選手（投手）。右投右打。

## 経歴

### プロ入りとブレーブス時代
2011年のMLBドラフト30巡目（全体536位）でアトランタ・ブレーブスから指名され、プロ入り。契約後、傘下のアパラチアンリーグのルーキー級ダンビル・ブレーブスで2試合に登板後、6月下旬にA級ローム・ブレーブスへ昇格。19試合に登板して2勝0敗8セーブ・防御率1.82・34奪三振の成績を残した。
2012年はA+級リンチバーグ・ヒルキャッツでプレーし、27試合に先発登板して3勝7敗・防御率3.38・139奪三振の成績を残した。
2013年はAA級ミシシッピ・ブレーブスでプレーし、25試合に先発登板して7勝6敗・防御率2.39・101奪三振の成績を残した。
2014年3月29日にブレーブスとメジャー契約を結び、初の開幕ロースター入りを果たした。3月31日に行われたミルウォーキー・ブルワーズとの開幕戦でメジャーデビュー。2点ビハインドの7回1死から登板し、1.2回を投げ無安打無失点に抑えた。開幕後は9試合に登板したが、4度の救援失敗もあり、5月2日にAAA級グウィネット・ブレーブスへ降格。6月28日にダブルヘッダーで登録枠が拡大されたためメジャーへ昇格。同日のフィラデルフィア・フィリーズ戦・2試合目に登板し、同日にAAA級グウィネットへ降格した。7月23日にアンソニー・バルバロが父親産休リスト入りしたため、メジャーへ昇格。しかし登板のないまま、7月25日にバルバロが復帰したためAAA級グウィネットへ降格。その後、9月5日に再昇格した。この年メジャーでは15試合に登板して0勝1敗・防御率7.64・8奪三振の成績を残した。オフの12月2日にノンテンダーFAとなり、12月15日にブレーブスとマイナー契約で再契約した。

### ロッキーズ傘下時代
2015年1月30日にホセ・ブリセーニョ、クリス・オダウドとのトレードで、デビッド・ヘイルと共にコロラド・ロッキーズへ移籍した。シーズンでは開幕から傘下のAA級ニューブリテン・ロックキャッツでプレーし、28試合（先発3試合）に登板して7勝4敗・防御率4.82・31奪三振の成績を残した。7月31日に自由契約となった。

### 独立リーグ時代
2015年8月9日に独立リーグ・アトランティックリーグのサマセット・ペイトリオッツと契約を結んだ。17試合に登板して1勝0敗1セーブ・防御率3.79・16奪三振の成績を残した。
2016年は15試合に登板して2勝0敗1セーブ・防御率0.00・19奪三振の成績を残した。

### ドジャース傘下時代
2016年5月31日にロサンゼルス・ドジャースとマイナー契約を結んだ。傘下のAA級タルサ・ドリラーズ、AAA級オクラホマシティ・ドジャースでプレーし、2球団合計で26試合（先発3試合）に登板して1勝1敗4セーブ・防御率5.48・42奪三振の成績を残した。オフの11月7日にFAとなった。

## 詳細情報

### 年度別投手成績
| 年 度    | 球 団    | 登 板 | 先 発 | 完 投 | 完 封 | 無 四 球 | 勝 利 | 敗 戦 | セ 丨 ブ | ホ 丨 ル ド | 勝 率 | 打 者 | 投 球 回 | 被 安 打 | 被 本 塁 打 | 与 四 球 | 敬 遠 | 与 死 球 | 奪 三 振 | 暴 投 | ボ 丨 ク | 失 点 | 自 責 点 | 防 御 率 | W H I P |
| -------- | -------- | ----- | ----- | ----- | ----- | -------- | ----- | ----- | -------- | ----------- | ----- | ----- | -------- | -------- | ----------- | -------- | ----- | -------- | -------- | ----- | -------- | ----- | -------- | -------- | ------- |
| 2014     | ATL      | 15    | 0     | 0     | 0     | 0        | 0     | 1     | 0        | 0           | .000  | 81    | 17.2     | 23       | 2           | 6        | 1     | 1        | 8        | 3     | 0        | 16    | 15       | 7.64     | 1.64    |
| MLB：1年 | MLB：1年 | 15    | 0     | 0     | 0     | 0        | 0     | 1     | 0        | 0           | .000  | 81    | 17.2     | 23       | 2           | 6        | 1     | 1        | 8        | 3     | 0        | 16    | 15       | 7.64     | 1.64    |

### 背番号
- 50（2014年）